# Абола, Алида
Алида Абола (Alīda Ābola, р. 29 ноября 1954) — мастер спорта СССР международного класса (спортивное ориентирование, беговые дисциплины).

## Биография
Алида Абола познакомилась с ориентированием в 18-летнем возрасте. До 1990 года на внутренних соревнованиях выступала за Латвийскую ССР.
Была многократной чемпионкой Латвийской ССР и СССР.
В 1989 году на чемпионате мира завоевала бронзу на длинной дистанции.
Это была единственная медаль чемпионата мира в советском женском спортивном ориентировании.
После обретения Латвией государственной независимости стала выступать за Латвию.
Но выступления были не столь удачными. Лучшим результатом было 17 место в эстафете в 1995 году. А в индивидуальном зачёте лучшим достижением было 36 место.
Активно участвует в соревнованиях по рогейну и мультиспортивных гонках среди ветеранов.
Проживает в г. Сигулда.